# براندون بارنز
براندون بارنز (بالإنجليزية: Brandon Barnes)‏ هو موسيقي أمريكي، ولد في 10 أكتوبر 1972 في دنفر في الولايات المتحدة.

## وصلات خارجية
- براندون بارنز على موقع ميوزك برينز (الإنجليزية)
- براندون بارنز على موقع ديسكوغز (الإنجليزية)